# Hermonassa cymatonyx
Hermonassa cymatonyx är en fjärilsart som beskrevs av Charles Boursin. Hermonassa cymatonyx ingår i släktet Hermonassa och familjen nattflyn. Inga underarter finns listade i Catalogue of Life.